# قائمة الأفلام المصرية سنة 1994
هذه قائمة بالأفلام المصرية لسنة 1994 مرتبة أبجديا

## 1994
- لصوص خمس نجوم
- الجينز
- سواق الهانم
- سوق النساء
- كارت أحمر
- ليلة القتل
- المهاجر
- الإرهابي